# Abderrahmane Meziane Chérif
Pour les articles homonymes, voir Cherif (homonymie).
Abderrahmane Meziane Chérif, né en 1938 à El Eulma est un ancien haut fonctionnaire et écrivain algérien.

## Biographie
Ancien moudjahid, il devient, dès l'indépendance, cadre au ministère de l'Intérieur, il est nommé directeur de l’énergie et de l'industrie à la wilaya d'Alger entre 1971 et 1979.
Il sera ensuite wali à plusieurs reprises avant d'être nommé Ministre de l'Intérieur en 1994.

## Vie privée
Marié à Rahima Salem, il a trois filles.

## Fonctions
- 1979-1980 : Wali de Djelfa[5].
- 1981-1985 : Wali de Béjaïa[6].
- 1985-1989 : Wali de Guelma[7].
- 1989-1990 : Wali d'Ain Defla[8].
- 1992 : Wali d'Alger.
- 1992-1994 : Consul-général d'Algérie à Francfort.
- 1994-1995 : Ministre de l’Intérieur, des collectivités locales, de l’environnement et de la réforme administrative[9].
- 1995-2004 : Ambassadeur en République tchèque
- 2004-2010 : Consul-général d'Algérie à Paris

## Publications
- 2010 : L'armée des ombres : La guerre d'Algérie en France, Publisud, 234 p. (ISBN 978-2866005672)